# Candresse
Candresse település Franciaországban, Landes megyében. Lakosainak száma 869 fő (2022. január 1.). Candresse Saint-Vincent-de-Paul, Hinx, Narrosse, Saugnac-et-Cambran, Sort-en-Chalosse, Téthieu és Yzosse községekkel határos.

## Népesség
A település népességének változása:
| Lakosok száma | 403  | 416  | 526  | 751  | 787  | 803  | 807  | 812  | 831  | 869  |
|               | 1968 | 1982 | 1990 | 2006 | 2013 | 2015 | 2017 | 2019 | 2020 | 2022 |